# Leichtathletik-Hallenasienmeisterschaften 2010
Die 4. Leichtathletik-Hallenasienmeisterschaften fanden zwischen dem 24. und 26. Februar 2010 in der iranischen Hauptstadt Teheran statt, das damit zum zweiten Mal nach 2004 Ausrichter dieser Meisterschaften war.

## Ergebnisse Männer

### 60 m
| Platz | Athlet                | Land | Zeit (s) |
| ----- | --------------------- | ---- | -------- |
| 1     | Reza Ghasemi          | IRN  | 6,67     |
| 2     | Barakat al-Harthi     | OMA  | 6,68     |
| 3     | Lai Chun Ho           | HKG  | 6,71     |
| 4     | Zhang Peimeng         | CHN  | 6,78     |
| 5     | Peyman Rajabi         | IRN  | 6,86     |
| 6     | Wjatscheslaw Murawjow | KAZ  | 6,86     |
| 7     | Mohamed al-Rashedi    | BHR  | 6,87     |
|       | Samuel Francis        | QAT  | DSQ      |

Finale: 24. Februar
Bei einer nachträglichen Untersuchung einer Dopingprobe 2016 aus dem Jahr 2010 wurde beim ursprünglichen Sieger, Samuel Francis aus Katar, das Wachstumshormon Stanozolol nachgewiesen und dem Athleten daher die Goldmedaille wieder aberkannt.

### 400 m
| Platz | Athlet              | Land | Zeit (s) |
| ----- | ------------------- | ---- | -------- |
| 1     | Bibin Mathew        | IND  | 47,81 CR |
| 2     | Reza Bouazar        | IRI  | 48,14    |
| 3     | Shahab Tahmasebi    | IRI  | 48,15    |
| 4     | Dmitri Korobeinikow | KAZ  | 49,06    |
| 5     | Mohsen Zarin Afzal  | IRN  | 49,77    |
| 6     | Sergei Saikow       | KAZ  | 49,80    |

Finale: 26. Februar

### 800 m
| Platz | Athlet                   | Land | Zeit (min) |
| ----- | ------------------------ | ---- | ---------- |
| 1     | Mohammad al-Azemi        | KUW  | 1:53,22    |
| 2     | Musaeb Abdulrahman Balla | QAT  | 1:54,25    |
| 3     | Masato Yokota            | JPN  | 1:54,71    |
| 4     | Hamza Driouch            | QAT  | 1:54,75    |
| 5     | Reza Aryanik             | IRI  | 1:55,27    |
| 6     | Mehdi Zamani             | IRN  | 1:56,24    |

Finale: 25. Februar

### 1500 m
| Platz | Athlet                 | Land | Zeit (min) |
| ----- | ---------------------- | ---- | ---------- |
| 1     | Abubaker Ali Kamal     | QAT  | 3:51,78    |
| 2     | Mohamad al-Garni       | QAT  | 3:53,12    |
| 3     | Rouhollah Mohammadi    | IRI  | 3:55,64    |
| 4     | Qais Salim al-Mahroqi  | OMA  | 3:55,71    |
| 5     | Ali Meghdadi Poor      | IRN  | 3:57,01    |
| 6     | Mohammad Saleh Rostami | IRN  | 3:59,58    |
| 7     | Sergei Pakura          | KGZ  | 4:05,74    |
|       | Ajmal Amirow           | TJK  | 4:14,22    |

26. Februar

### 3000 m
| Platz | Athlet                | Land | Zeit (min) |
| ----- | --------------------- | ---- | ---------- |
| 1     | James Kwalia          | QAT  | 7:57,73    |
| 2     | Essa Ismail Rashed    | QAT  | 7:57,77    |
| 3     | Mohammad Khazaei      | IRI  | 8:26,33    |
| 4     | Qais Salim al-Mahroqi | OMA  | 8:39,00    |
| 5     | Mohamad Javad Sayadi  | IRN  | 8:46,41    |
| 6     | Hossein Keyhani       | IRI  | 8:53,25    |
| 7     | Ridwan                | INA  | 9:03,53    |
| 8     | Ajmal Amirow          | TJK  | 9:33,04    |

24. Februar

### 60 m Hürden
| Platz | Athlet                    | Land | Zeit (s) |
| ----- | ------------------------- | ---- | -------- |
| 1     | Jiang Fan                 | CHN  | 7,75 =CR |
| 2     | Fawaz al-Shammari         | KUW  | 7,90     |
| 3     | Mohamad Goudarzi          | IRN  | 7,95     |
| 4     | Nazar Muchametschan       | KAZ  | 7,98     |
| 5     | Mohd Robani Hassan        | MAS  | 8,06     |
| 6     | Sandeep Parmar            | IND  | 8,25     |
| 7     | Denis Semenow             | KAZ  | 8,31     |
|       | Mojtaba Postchi Khorasani | IRN  | DSQ      |

Finale: 26. Februar

### 4 × 400-m-Staffel
| Platz | Land       | Athleten                                                                    | Zeit (s)   |
| ----- | ---------- | --------------------------------------------------------------------------- | ---------- |
| 1     | Iran       | Shahabeddin Tahmasebi Reza Bouazar Mohsen Zarrin-Afzal Mehdi Zamani         | 3:15,02    |
| 2     | Indien     | Bibin Mathew Ajay Kumar Shake Mortaja V. B. Bineesh                         | 3:16,05    |
| 3     | Kasachstan | Dmitri Korabelnikow Sergei Saikow Wjatscheslaw Murawjow Nasar Muchametschan | 3:17,06 NR |

26. Februar

### Hochsprung
| Platz | Athlet               | Land | Höhe (m) |
| ----- | -------------------- | ---- | -------- |
| 1     | Mutaz Essa Barshim   | QAT  | 2,20     |
| 2     | Keyvan Ghanbarzadeh  | IRN  | 2,17     |
| 3     | Jean-Claude Rabbath  | LBN  | 2,17     |
| 4     | Rashid al-Mannai     | QAT  | 2,17     |
| 5     | Hikaru Tsuchiya      | JPN  | 2,17     |
| 6     | Sergei Sassimowitsch | KAZ  | 2,14     |
| 6     | Hari Shankar Roy     | IND  | 2,14     |
| 6     | Zhao Kuansong        | CHN  | 2,14     |

25. Februar

### Stabhochsprung
| Platz | Athlet                | Land | Höche (m) |
| ----- | --------------------- | ---- | --------- |
| 1     | Mohsen Rabbani        | IRN  | 5,20      |
| 2     | Nikita Filippow       | KAZ  | 5,10      |
| 3     | Eshagh Ghaffari       | IRI  | 4,90      |
| 4     | Bader Hashim al-Jabor | QAT  | 4,40      |
| 4     | Mohamad Bayati        | IRN  | 4,40      |

26. Februar

### Weitsprung
| Platz | Athlet                 | Land | Weite (m) |
| ----- | ---------------------- | ---- | --------- |
| 1     | Rikiya Saruyama        | JPN  | 7,65      |
| 2     | Zhuang Haitao          | CHN  | 7,58      |
| 3     | Mohammad Ibrar         | IND  | 7,56      |
| 4     | Roozbeh Asadibakhsh    | IRN  | 7,53      |
| 5     | Joebert Delicano       | PHI  | 7,28      |
| 6     | Jewgeni Tschettykbajew | KAZ  | 7,19      |
| 7     | Dmitri Ilin            | KGZ  | 7,18      |
| 8     | Behroz Sistanipoor     | IRN  | 7,14      |

24. Februar

### Dreisprung
| Platz | Athlet                 | Land | Weite (m) |
| ----- | ---------------------- | ---- | --------- |
| 1     | Dong Bin               | CHN  | 16,73 CR  |
| 2     | Nobuaki Fujibayashi    | JPN  | 16,33     |
| 3     | Roman Walijew          | KAZ  | 16,25     |
| 4     | Jia Yingli             | CHN  | 16,04     |
| 5     | Jewgeni Tschettykbajew | KAZ  | 16,04     |
| 6     | Vahid Sedigh           | IRN  | 15,60     |
| 7     | Ali Reza Habibi        | IRI  | 15,44     |
| 8     | Mostafa Ataee          | IRI  | 14,09     |

26. Februar

### Kugelstoßen
| Platz | Athlet                | Land | Weite (m) |
| ----- | --------------------- | ---- | --------- |
| 1     | Satyendra Kumar Singh | IND  | 19,17 CR  |
| 2     | Mashari Mohammad      | KUW  | 18,78     |
| 3     | Hamid Reza Farahani   | IRN  | 18,58     |
| 4     | Ali Reza Mehrsafooti  | IRN  | 17,38     |
| 5     | Sourabh Vij           | IND  | 17,22     |
| 6     | Adi Aliffudin Hussin  | MAS  | 16,67 NR  |
| 7     | Tejen Homadow         | TKM  | 15,38     |
|       | Sed Mehdi Shahrokhi   | IRN  | NM        |

25. Februar

### Siebenkampf
| Platz        | Athlet           | Land | Punkte |
| ------------ | ---------------- | ---- | ------ |
| 1            | Hadi Sepehrzad   | IRN  | 5292   |
| 2            | Abdoljalil Tomaj | IRI  | 5054   |
| 3            | P. J. Vinod      | IND  | 4981   |
| 4            | Ali Hazer        | LBN  | 4813   |
| 5            | Saeed Kolivand   | IRN  | 4664   |
|              | Arnold Vilarube  | PHI  | DNF    |
| Vũ Văn Huyện | VIE              | DNF  |        |

## Ergebnisse Frauen

### 60 m
| Platz | Athletin         | Land | Zeit (s) |
| ----- | ---------------- | ---- | -------- |
| 1     | Jiang Lan        | CHN  | 7,51     |
| 2     | Han Ling         | CHN  | 7,55     |
| 3     | Olga Bludowa     | KAZ  | 7,57     |
| 4     | Chan Ho Yee      | HKG  | 7,65     |
| 5     | Maryam Tousi     | IRI  | 7,71     |
| 6     | Sodabe Sobhany   | IRN  | 7,73     |
| 7     | Nafise Mataei    | IRN  | 7,75     |
|       | Gretta Taslakian | LBN  | DNS      |

Finale: 24. Februar

### 400 m
| Platz | Athletin            | Land | Zeit (s) |
| ----- | ------------------- | ---- | -------- |
| 1     | Marina Masljonko    | KAZ  | 53,89    |
| 2     | Jauna Murmu         | IND  | 54,56    |
| 3     | Jelena Dombrowskaja | KAZ  | 55,47    |
| 4     | Priyanka Pawar      | IND  | 56,18    |
| 5     | Maryam Tousi        | IRI  | 56,39    |
|       | Munira al-Saleh     | SYR  | DSQ      |

Finale: 26. Februar
Der ursprünglichen Siegerin Munira al-Saleh aus Syrien wurde die Goldmedaille im Nachhinein wegen eines positiven Dopingtests wieder aberkannt.

### 800 m
| Platz | Athletin          | Land | Zeit (min) |
| ----- | ----------------- | ---- | ---------- |
| 1     | Trương Thanh Hằng | VIE  | 2:12,75    |
| 2     | Tatjana Borissowa | KGZ  | 2:14,60    |
| 3     | Mina Poorseifi    | IRN  | 2:15,87    |
| 4     | Bita Haji         | IRI  | 2:18,20    |
| 5     | Fahemeh Kalhoor   | IRN  | 2:24,11    |
| 6     | Gulustan Mahmood  | IRQ  | 2:31,61    |

25. Februar

### 1500 m
| Platz | Athletin            | Land | Zeit (min) |
| ----- | ------------------- | ---- | ---------- |
| 1     | Wiktorija Poljudina | KGZ  | 4:29,65    |
| 2     | Tatjana Borissowa   | KGZ  | 4:32,06    |
| 3     | Leila Ebrahimi      | IRI  | 4:46,26    |
| 4     | Trương Thanh Hằng   | VIE  | 4:39,29    |
| 5     | Zahra Ali Akbary    | IRI  | 4:54,54    |
| 6     | Mahboubeh Ghayour   | IRI  | 4:57,37    |
|       | Oksana Werner       | KAZ  | DSQ        |

26. Februar
Der ursprünglichen Siegerin Oksana Werner aus Kasachstan wurde die Goldmedaille im Nachhinein wegen eines positiven Dopingtests wieder aberkannt.

### 3000 m
| Platz | Athletin            | Land | Zeit (min) |
| ----- | ------------------- | ---- | ---------- |
| 1     | Wiktorija Poljudina | KGZ  | 09:39,35   |
| 2     | Leila Ebrahimi      | IRI  | 10:05,42   |
| 3     | Mahboubeh Ghayour   | IRI  | 10:29,31   |
| 4     | Fatemeh Jafary      | IRI  | 11:35,75   |
|       | Oksana Werner       | KAZ  | DSQ        |

24. Februar
Der ursprünglichen Siegerin Oksana Werner aus Kasachstan wurde die Goldmedaille im Nachhinein wegen eines positiven Dopingtests wieder aberkannt.

### 60 m Hürden
| Platz | Athletin          | Land | Zeit (s) |
| ----- | ----------------- | ---- | -------- |
| 1     | Wong Wing Sum     | HKG  | 8,79     |
| 2     | Somayyeh Mehrban  | IRN  | 8,41     |
| 3     | Elnaz Kompanizare | IRI  | 9,49     |
| 4     | Suliman Bahar     | IRQ  | 9,55     |
| 5     | Farzane Mashayeky | IRI  | 9,73     |

25. Februar

### 4 × 400-m-Staffel
| Platz | Land       | Athletinnen                                                   | Zeit (min) |
| ----- | ---------- | ------------------------------------------------------------- | ---------- |
| 1     | Indien     | Priyanka Pawar Jauna Murmu Ashwini Akkunji Karnatapu Sowjanya | 3:43,83    |
| 2     | Kasachstan | Jelena Dombrowskaja Marina Masljonko Olga Bludowa ?           | 3:44,20    |
| 3     | Iran       | Mina Poorseifi Maryam Tousi Soulmaz Azimian Soudabeh Sobhani  | 3:44,20    |

26. Februar

### Hochsprung
| Platz | Athletin           | Land | Höhe (m) |
| ----- | ------------------ | ---- | -------- |
| 1     | Marina Aitowa      | KAZ  | 1,93 =CR |
| 2     | Anna Ustinowa      | KAZ  | 1,86     |
| 3     | Qiao Yanrui        | CHN  | 1,83     |
| 4     | Dương Thị Việt Anh | VIE  | 1,83     |
| 5     | Yuki Mimura        | JPN  | 1,80     |
| 6     | Sepideh Tavakoli   | IRN  | 1,75     |
| 7     | Zahra Nabi Zade    | IRN  | 1,65     |

24. Februar

### Stabhochsprung
| Platz | Athletin        | Land | Höche (m) |
| ----- | --------------- | ---- | --------- |
| 1     | Roslinda Samsu  | MAS  | 4,00      |
| 2     | Tatjana Turkowa | KAZ  | 3,70      |

25. Februar

### Weitsprung
| Platz | Athletin               | Land | Weite (m) |
| ----- | ---------------------- | ---- | --------- |
| 1     | Ljudmila Grankowskaja  | KAZ  | 5,98      |
| 2     | Chen Yaling            | CHN  | 5,95      |
| 3     | Reshmi Bose            | IND  | 5,93      |
| 4     | Maliakhal Prajusha     | IND  | 5,92      |
| 5     | Tatjana Konitschschewa | KAZ  | 5,92      |
| 6     | Cheung Lai Yee         | HKG  | 5,69      |
| 7     | Tse Mang Chi           | HKG  | 5,49      |
| 8     | Vahide Kordloo         | IRN  | 5,06      |

25. Februar

### Dreisprung
| Platz | Athletin               | Land | Weite (m) |
| ----- | ---------------------- | ---- | --------- |
| 1     | Liu Yanan              | CHN  | 13,66     |
| 2     | Ljudmila Grankowskaja  | KAZ  | 12,83     |
| 3     | Tatjana Konitschschewa | KAZ  | 12,82     |
| 4     | Sayuri Takeda          | JPN  | 12,55     |
| 5     | Maliakhal Prajusha     | IND  | 12,43     |
| 6     | Tse Mang Chi           | HKG  | 12,31     |
| 7     | Cheung Lai Yee         | HKG  | 11,85     |
| 8     | Reshmi Bose            | IND  | 11,72     |

26. Februar

### Kugelstoßen
| Platz | Athletin          | Land | Weite (m) |
| ----- | ----------------- | ---- | --------- |
| 1     | Leila Rajabi      | IRN  | 17,32 NR  |
| 2     | Meng Qianqian     | CHN  | 17,03     |
| 3     | Ma Qiao           | CHN  | 16,97     |
| 4     | Alexandra Fischer | KAZ  | 14,77     |
| 5     | Mahrokh Moradi    | IRI  | 12,21     |
| 6     | Hiba Omar         | IRQ  | 11,86     |
| 7     | Maryam Norouzi    | IRI  | 11,83     |

24. Februar

### Fünfkampf
| Platz | Athletin            | Land | Punkte |
| ----- | ------------------- | ---- | ------ |
| 1     | Zahra Nabizadeh     | IRN  | 2691   |
| 2     | Bahar Khasrou       | IRQ  | 2682   |
| 3     | Farzaneh Mashayekhi | IRN  | 2541   |
| 4     | Zahra Asadizadeh    | IRI  | 2479   |
| 5     | Alaa Jasim          | IRQ  | 2164   |

## Medaillenspiegel
| Medaillenspiegel | Medaillenspiegel    | Medaillenspiegel | Medaillenspiegel | Medaillenspiegel | Medaillenspiegel |
| Platz            | Land                | Gold             | Silber           | Bronze           | Gesamt           |
| ---------------- | ------------------- | ---------------- | ---------------- | ---------------- | ---------------- |
| 01               | Iran                | 6                | 5                | 12               | 23               |
| 02               | Volksrepublik China | 4                | 4                | 2                | 10               |
| 03               | Kasachstan          | 3                | 5                | 5                | 13               |
| 04               | Katar               | 3                | 3                | 0                | 6                |
| 05               | Indien              | 3                | 2                | 3                | 8                |
| 06               | Kirgisistan         | 2                | 2                | 0                | 4                |
| 07               | Kuwait              | 1                | 2                | 0                | 3                |
| 08               | Japan               | 1                | 1                | 1                | 4                |
| 09               | Hongkong            | 1                | 0                | 1                | 3                |
| 10               | Malaysia            | 1                | 0                | 0                | 1                |
| 10               | Vietnam             | 1                | 0                | 0                | 1                |
| 12               | Irak                | 0                | 1                | 0                | 1                |
| 12               | Oman                | 0                | 1                | 0                | 1                |
| 14               | Libanon             | 0                | 0                | 1                | 1                |
| Gesamt           | Gesamt              | 26               | 26               | 25               | 77               |